# DEAR FRIENDS (PERSONZの曲)
「DEAR FRIENDS」（ディアフレンズ）は、日本のロックバンド、PERSONZの4枚目のシングルである。1989年2月21日リリース。発売当初はタイアップが付いていなかったが、同年7月放送開始のTBS系ドラマ『ママハハ・ブギ』の主題歌に起用され、ロングヒットとなった作品。PERSONZの代表曲の一つである。
本田毅がギタリストとして参加していた氷室京介のツアーでセットリストに組まれ、氷室が歌唱したことがある。またJILLがコーラスとして参加していた布袋寅泰のツアー(2011年 30周年Anthology Ⅱ収録)ではJILLがメインボーカルとして歌ったことがある。

## タイアップ
- テレビドラマ『ママハハ・ブギ』（1989年、TBS系ドラマ） - 主題歌
- 伊藤園「お〜いお茶 新緑」『深呼吸』篇（2018年5月 - ） - テレビCMにおいて出演している久保田紗友が本曲の歌詞「ひとりじゃないのよ」と歌唱している[1]。

## 収録曲
1. DEAR FRIENDS（作詞：JILL / 作曲：渡邉貢 / 編曲：PERSONZ）
2. Believe（single version）（作詞：JILL / 作曲：本田毅 / 編曲：PERSONZ）

## カバー
- misono - 2009年、アルバム『カバALBUM』に収録。
- 柴田あゆみ（ayumi shibata） - 2014年、アルバム『kick start』に収録。
- The Biscats - 2023年、カバーアルバム『J-BOP SUMMER』に収録[2]。